# Мілфорд (Нью-Джерсі)
Мілфорд (англ. Milford) — місто (англ. borough) в США, в окрузі Гантердон штату Нью-Джерсі. Населення — 1232 особи (2020).

## Географія
Мілфорд розташований за координатами 40°34′26″ пн. ш. 75°5′22″ зх. д. / 40.57389° пн. ш. 75.08944° зх. д. (40.573843, -75.089483).  За даними Бюро перепису населення США в 2010 році місто мало площу 3,18 км², з яких 2,98 км² — суходіл та 0,20 км² — водойми.

## Демографія
Згідно з переписом 2010 року, у селищі мешкали 1233 особи в 520 домогосподарствах у складі 331 родини. Було 552 помешкання
Расовий склад населення:
| - 97,3 % — білих - 1,0 % — азіатів - 0,2 % — корінних американців - 0,2 % — чорних або афроамериканців - 0,1 % — вихідців з тихоокеанських островів |

До двох чи більше рас належало 1,0 %. Частка іспаномовних становила 2,2 % від усіх жителів.
За віковим діапазоном населення розподілялося таким чином: 20,6 % — особи молодші 18 років, 63,4 % — особи у віці 18—64 років, 16,0 % — особи у віці 65 років та старші. Медіана віку мешканця становила 44,1 року. На 100 осіб жіночої статі у селищі припадало 95,7 чоловіків;  на 100 жінок у віці від 18 років та старших — 97,0 чоловіків також старших 18 років.
Середній дохід на одне домашнє господарство  становив 92 083 долари США (медіана — 78 681), а середній дохід на одну сім'ю — 106 340 доларів (медіана — 89 000). За межею бідності перебувало 5,3 % осіб, у тому числі 1,9 % дітей у віці до 18 років та 1,4 % осіб у віці 65 років та старших.
Цивільне працевлаштоване населення становило 613 особи. Основні галузі зайнятості: освіта, охорона здоров'я та соціальна допомога — 18,6 %, роздрібна торгівля — 15,7 %, науковці, спеціалісти, менеджери — 13,4 %.